# Введенський чоловічий монастир (Київ)
Введенський чоловічий монастир — чоловічий православний монастир УПЦ МП, створений у кінці 19 — у перших роках 20 століття. Адреса: м. Київ, вул. Князів Острозьких, 42. Наразі у споруді знаходиться чоловічий монастир. Будинок Введенської громади належить до пам'яток культурної спадщини, які не можуть бути приватизовані. Охоронний номер — 868 .

## Історія

### Виникнення монастиря
Введенський монастир був заснований завдяки зусиллям Матрони Олександрівни Єгорової. Ця історична постать після загибелі свого чоловіка починаючи з 1856 року проживала у Києві і розпоряджалась чималими статками. За тривалий період часу вона здійснила декілька дій, які допомогли їй реалізувати власну мрію — створити жіночу громаду. Для цієї мети потрібна була велика територія.
Матрона Єгорова почала скуповувати будинки у Печерському районі, на вулицях Рибальській та Московській. Незабаром у її власності опинилась уся нерухомість кварталу. У 1878 році відбулось відкриття жіночої громади, площа якої склала приблизно 2390 квадратних сажнів. В головній будівлі цієї громади облаштували церкву. Засновниця Матрона Єгорова стала її настоятелькою та прийняла постриг. З того моменту її ім'я було Димитрія. Після смерті Матрони Єгорової створена нею введенська громада отримала статки у розмірі 21 тисячі рублів та усе нерухоме майно. Монахиня Євфалія стала наступною настоятелькою. Вона займалась облаштуванням усього необхідного для нормального існування громади. Через те, що громада була організована на деякій відстані від Києво-Печерської фортеці, військове відомство висунуло вимогу про те, що капітальні будівлі не мають бути зведені поблизу фортеці. Саме тому храм було вирішено будувати в наріжній частині особняка війта Рибальського. Історичні джерела повідомляють, що у 1880–1890 роках громадою було проведено цілий ряд будівельних робіт. В цьому допомагали пожертви. Серед тих, хто був благодійником, виділялась і велика княгиня Олександра Петрівна. На трьох поверхах будинку, створеного у 1880–1881 роках, були розміщені келії, хлібна, комора. У прибудованому цегляному корпусі містилась двірницька, конюшня, лазня. У флігелі по вулиці Князів Острозьких розміщувались аптека, лікарня для черниць та інші заклади. У 1891 році у власності громади були 8 будинків, споруджених із дерева та цегли, і фруктовий сад. Кількість осіб у громаді становила понад 110.

### Монастир у 20 столітті
30 квітня (13 травня) 1901 року відбулась знакова подія: був виданий Указ Святішого Синоду, згідно з яким громада була перетворена на Свято-Введенський монастир. Очолила його ігуменя Клеопатра. Вона перебувала на своїй посаді понад двадцять років. Її наполегливість стала основною причиною того, що громада стала монастирем.
Після того, як монастир був відкритий, у храмі завжди було багато вірян. Дзвони, які повідомляли про початок богослужіння, лунали щодня. При церкві функціонувала книжкова крамниця, також була створена іконна лавка. Церковнопарафіяльна школа діяла при обителі: у ній мали змогу навчатись безкоштовно до 5 десятків дівчат. У 1917 році відбулись серйозні зміни: школа була передана міському громадському правлінню. 28 січня 1930 року Київська міська рада ухвалила рішення виселити осіб, які не мають стосунку до трудових категорій, із Введенського монастиря. На цій підставі 142 черниці були змушені покинути територію монастиря. Будівля була закрита, дзвіниця розібрана, будівлі зайняли установи різного значення. Восени 1941 року монастир відновив діяльність, проте через двадцять років, у 1960-х роках, його було знову закрито. У 1992 році монастирський храм, який розташовувався на вулиці Князів Острозьких, знов повернувся у розпорядження УПЦ, і з середини червня 1992 року розпочались богослужіння. 23 листопада (6 грудня) 1996 році відбувся один із ключових моментів в історії пам'ятки архітектури. З цього моменту Введенський монастир став чоловічим. Його настоятелем у 1990-х роках ставархімандрит Даміан.

### Історія Введенського монастиря у 21 столітті
20 червня 2012 року відбулось святкування двадцятиріччя функціонування монастиря з часів третього відкриття. Після богослужіння відбулась освячення дзвіниці монастиря, яку відновили.1 серпня 2014 року Введенський чоловічий монастир відзначив 21 річницю з того моменту, коли на склі ікони «Призри на смирення» з'явилось зображення ікони, хоча скло ніяким чином не прилягало до неї. Вчені у місті Києві, які займались дослідженням цього питання, зробили висновок, що зображення, яке з'явилось, не є рукотворним.

## Архітектура
Багато давніх монастирів дотримуються одного архітектурного стилю, проте Введенський монастир не має єдиних рис. Його формування відбувалось серед житлового кварталу, цим пояснюється той факт, що його будівлі різні за стилем побудови. Їм не вистачає спільного задуму та поєднання одними композиційними елементами. Архітектурна цінність є у двох будівель монастиря: особняка війта Рибальського і прибуткового будинку. Будівлі розташовані на вулиці Князів Острозьких. До 1879 року було здійснено деяку перебудову будинку, і замість залу була розташована церква. Її освятив восени 1878 року митрополит Київський і Галицький Філофей (Успенський). Склепіння храму було оформлено монументальним живописом. Іконостас храму, який є сьогодні, був створений у 1992 році, для нього характерні риси руського стилю. Приміщення всередині церкви прикрашено гіпсовими рельєфами, на яких є зображення Христа і Богоматері, зустрічаються зображення зі святим Воніфатієм. Святиня монастиря — відома чудотворна ікона «Призри на смирення». Вона була повернута до храму у 1992 році схимницею Феодорою, яка отримала її від священника Введенської обителі Бориса Красницького. Образ ікони вперше з'явився у 1420 році у Пскові, проте був втрачений і у наші часи існують два списки цієї ікони, один з них — у Введенському монастирі. Схимниця зберігала реліквію протягом 55 років. Ікону було визнано чудотворною.У Введенському монастирі також знаходиться ікона «Одигітрія». Зображення угодників Божих містяться на Богородничих іконах. У 1999 році відбулась ще одна знакова подія для Введенського монастиря — його було переплановано у зв'язку з реставрацією, і стиль храму набув рис класицизму. Акцент здійснений на наріжний об'єм споруди. Вона перекрита куполом, на якому міститься маківка, а також позолочений хрест. Художниками, які проводили реставраційні роботи, був відновлений живопис та написані нові композиції. У відремонтованому нижньому храмі розмістились ікони. Будинок, який колись належав війту Рибальському, має у своєму зовнішньому вигляді елементи, які нагадують Києво-Печерську фортецю.